# Hans-Günter Bruns
Hans-Günter Bruns (* 15. November 1954 in Mülheim an der Ruhr) ist ein ehemaliger deutscher Fußballspieler und heutiger Fußballtrainer. Den größten Teil seiner Spielerlaufbahn verbrachte er bei Borussia Mönchengladbach, mit der er 1979 den UEFA-Pokal, den bis dato letzten europäischen Titel der Vereinsgeschichte, gewann.

## Sportliche Laufbahn

### Vereinskarriere
Bruns meldete sich erst mit 11 Jahren bei einem Fußballverein in seiner Heimatstadt an, nachdem er lange Jahre nur auf der Straße Fußball gespielt hatte. Mit 17 Jahren wechselte er zu Schalke 04.
In der Fußball-Bundesliga war er von 1973 bis 1990 für den FC Schalke 04, die SG Wattenscheid 09, Fortuna Düsseldorf und Borussia Mönchengladbach aktiv. In seinen ersten Jahren als Profi spielte er im Mittelfeld, später vor allem auf der Libero-Position. Im Jahr 1979 war er im Kader der Mannschaft von Borussia Mönchengladbach, die UEFA-Cup Sieger wurde, und erzielte auf dem Weg zu den Finalspielen gegen den FK Roter Stern Belgrad, an denen er nicht teilnahm, jeweils einen Treffer gegen Benfica Lissabon und Manchester City. 1980 wurde er mit Fortuna Düsseldorf DFB-Pokalsieger, 1984 unterlag er mit Borussia Mönchengladbach im Finale desselben Wettbewerbs dem FC Bayern München nach Elfmeterschießen.

### Auswahleinsätze
Für die deutsche Nationalmannschaft spielte er 1984 viermal. Der Gladbacher stand im DFB-Aufgebot für die Europameisterschaft 1984, wurde in Frankreich aber nicht eingesetzt.

## Weiterer Werdegang
Nach seinem Rückzug aus dem Profifußball war Bruns zunächst als Versicherungsvertreter tätig. Im Amateursport ließ er bis 1993 seine Karriere beim Lobbericher SC 02 ausklingen.

## Trainerlaufbahn
Zu Beginn des 21. Jahrhunderts trainierte er Adler Osterfeld in der Oberliga Nordrhein, später den VfB Speldorf in seiner Heimatstadt Mülheim und die SSVg Velbert. Ab 2006 wurde er Trainer von Rot-Weiß Oberhausen und führte den Verein 2007 als Meister der Oberliga Nordrhein zurück in die Regionalliga und in der Nachfolgesaison 2008 in die 2. Fußball-Bundesliga. In der Spielzeit 2008/09 wechselte er bei Rot-Weiß Oberhausen auf die Position des Sportlichen Leiters und tauschte somit mit Jürgen Luginger die Aufgaben. Nachdem Luginger aufgrund einer anhaltenden Negativ-Serie am 1. Februar 2010 seinen Posten zur Verfügung gestellt hatte, sprang Bruns als Interimstrainer ein. Am 22. April 2010 wurde jedoch bekannt gegeben, dass er beide Ämter dauerhaft in der Saison 2010/11 behalten wird. Am 22. Februar 2011 wurde nach dem 1:3 gegen den VfL Osnabrück und aufgrund von Uneinigkeiten innerhalb des Vereins beschlossen, sich zu trennen. Hans Günter Bruns wurde einen Tag später durch Theo Schneider ersetzt.
Am 22. September 2011 wurde Bruns als neuer Trainer des Regionalligisten Wuppertaler SV Borussia vorgestellt. Er trat dort die Nachfolge von Karsten Hutwelker an, von dem sich der Verein drei Tage zuvor getrennt hatte. Im November 2012 wurde Bruns von seinen Aufgaben in Wuppertal wieder entbunden. Nach einem halben Jahr Pause übernahm er im April 2013 erneut den Trainerposten bei der SSVg Velbert, musste diesen jedoch bereits im November 2013 aufgrund der sportlichen Talfahrt des Vereins wieder abgeben.
Im April 2014 gab der Oberhausener Landesligist DJK Arminia Klosterhardt bekannt, Bruns als Cheftrainer für die neue Saison 2014/15 verpflichtet zu haben. Dort folgte er Michael Lorenz nach. Nach zwei erfolgreichen Landesligajahren wurde Bruns im April 2017 von dem stark abstiegsgefährdeten Verein freigestellt, seine Nachfolge übernahm wieder Michael Lorenz. Im November 2017 übernahm Bruns das Traineramt beim Bezirksligisten Blau-Weiß Oberhausen-Lirich. Im Oktober 2019 trennten sich beide Seiten. Von 2020 bis 2024 war er als Sportlicher Leiter bei den Sportfreunden Hamborn 07 tätig.

## Trivia
Bruns ist verantwortlich für einen der bekanntesten Pfostentreffer der Bundesligageschichte. In der Saison 1983/84 spurtete er in München im Spiel gegen die Bayern mit einem Sololauf vorbei an der gegnerischen Hintermannschaft über das gesamte Spielfeld. Sein Torschuss prallte gegen den linken Innenpfosten, der Ball rollte auf der Torlinie zum rechten Pfosten und sprang von da aus zurück ins Feld, wo die Münchener Verteidigung dann klären konnte.